# Jonas Dassler
Jonas Dassler (Remscheid, 22 marzo 1996) è un attore tedesco.

## Biografia
Dassler comincia a studiare teatro all'Ernst-Moritz-Arndt-Gymnasium di Remscheid all'età di 13 anni, e dopo avere conseguito l'abitur nel 2014 si dedica agli studi di recitazione presso l'Accademia delle arti drammatiche Ernst Busch di Berlino.
Nel 2015 ottiene il suo primo ruolo cinematografico con il film Uns geht es gut diretto da Henri Steinmetz. Successivamente, nel 2017, interpreta il ruolo del protagonista in LOMO – The Language of Many Others di Julia Langhof e l'anno seguente appare in Das schweigende Klassenzimmer di Lars Kraume e in Opera senza autore (Werk ohne Autor) diretto da Florian Henckel von Donnersmarck. Grazie alle sue interpretazioni in LOMO e in Das schweigende Klassenzimmer ottiene il Bayerischer Filmpreis come miglior giovane attore.
Oltre alla carriera cinematografica, nel 2016 Jonas Dassler recita allo Schaubühne e a partire dalla stagione 2017/18 diventa un membro permanente del gruppo teatrale del Maxim Gorki Theater. Nel 2019 il regista Fatih Akın gli assegna il ruolo del serial killer Fritz Honka ne Il mostro di St. Pauli, interpretazione che gli vale la candidatura a miglior attore protagonista al Deutscher Filmpreis. Jonas Dassler ha ricevuto al Festival di Berlino 2020 lo Shooting Stars Award assegnatogli dall'European Film Promotion.

## Filmografia

### Cinema
- Uns geht es gut, regia di Henri Steinmetz (2015)
- LOMO – The Language of Many Others, regia di Julia Langhof (2017)
- Das schweigende Klassenzimmer, regia di Lars Kraume (2018)
- Opera senza autore (Werk ohne Autor), regia di Florian Henckel von Donnersmarck (2018)
- Il mostro di St. Pauli (Der Goldene Handschuh), regia di Fatih Akın (2019)
- Aus meiner Haut, regia di Alex Schaad (2022)
- Berlin Nobody, regia di Jordan Scott (2024)

### Televisione
- Die Protokollantin - miniserie TV, 5 episodi (2018)

## Doppiatori italiani
Nelle versioni in italiano delle opere in cui ha recitato, Jonas Dassler è stato doppiato da:
- Emiliano Coltorti ne Il mostro di St. Pauli
- Alex Polidori in Berlin Nobody

## Teatro
- La morte di Danton (2016)
- Nach uns das All – Das innere Team kennt keine Pause (2017)
- Alles Schwindel (2017)
- A Walk on the Dark Side (2018)
- I giusti (2018)
- Una relazione per un'Accademia (2019)

## Riconoscimenti
- Bayerischer Filmpreis
  - 2018: Miglior giovane attore ( LOMO – The Language of Many Others e Das schweigende Klassenzimmer)

- Deutscher Schauspielpreis
  - 2018: Candidatura a miglior giovane attore (Das schweigende Klassenzimmer)

- Deutscher Filmpreis
  - 2019: Candidatura a miglior attore protagonista (Il mostro di St. Pauli)

- Shooting Stars Award
  - 2020: Premio come giovane attore europeo consegnato durante il Festival di Berlino 2020